# 小行星2052
小行星2052（2052 Tamriko）是一颗围绕太阳公转的小行星。1976年10月24日，理察·馬丁·威斯特在拉西拉天文台发现了此天体。
該小行星以威斯特的妻子塔馬拉·威斯特（Tamara West）命名。
这颗小行星的绝对星等为205.8297101293419等。